# (16600) 1993 DQ
1993 دي كيو (ويعرف أيضًا باسم (16600) 1993 دي كيو وفق تسمية الكوكب الصغير) (بالإنجليزية: 1993 DQ)‏ هو كويكب ضمن حزام الكويكبات؛ وترتيبه 16600 من حيث الاكتشاف.
اكتُشف هذا الجُرم الفلكي بواسطة هيروشي كانيدا في 21 فبراير 1993.

## وصلات خارجية
- (16600) 1993 DQ في قاعدة بيانات مختبر الدفع النفاث لأجرام النظام الشمسي الصغيرة

- الاكتشاف · مخطط المدار ·  العناصر المدارية · المعلمات المادية

- (16600) 1993 DQ على موقع ويكي سكاي: DSS2, SDSS, GALEX, IRAS, Hydrogen α, X-Ray, Astrophoto, Sky Map, Articles and images